# St. Johann Baptist (Altkrautheim)

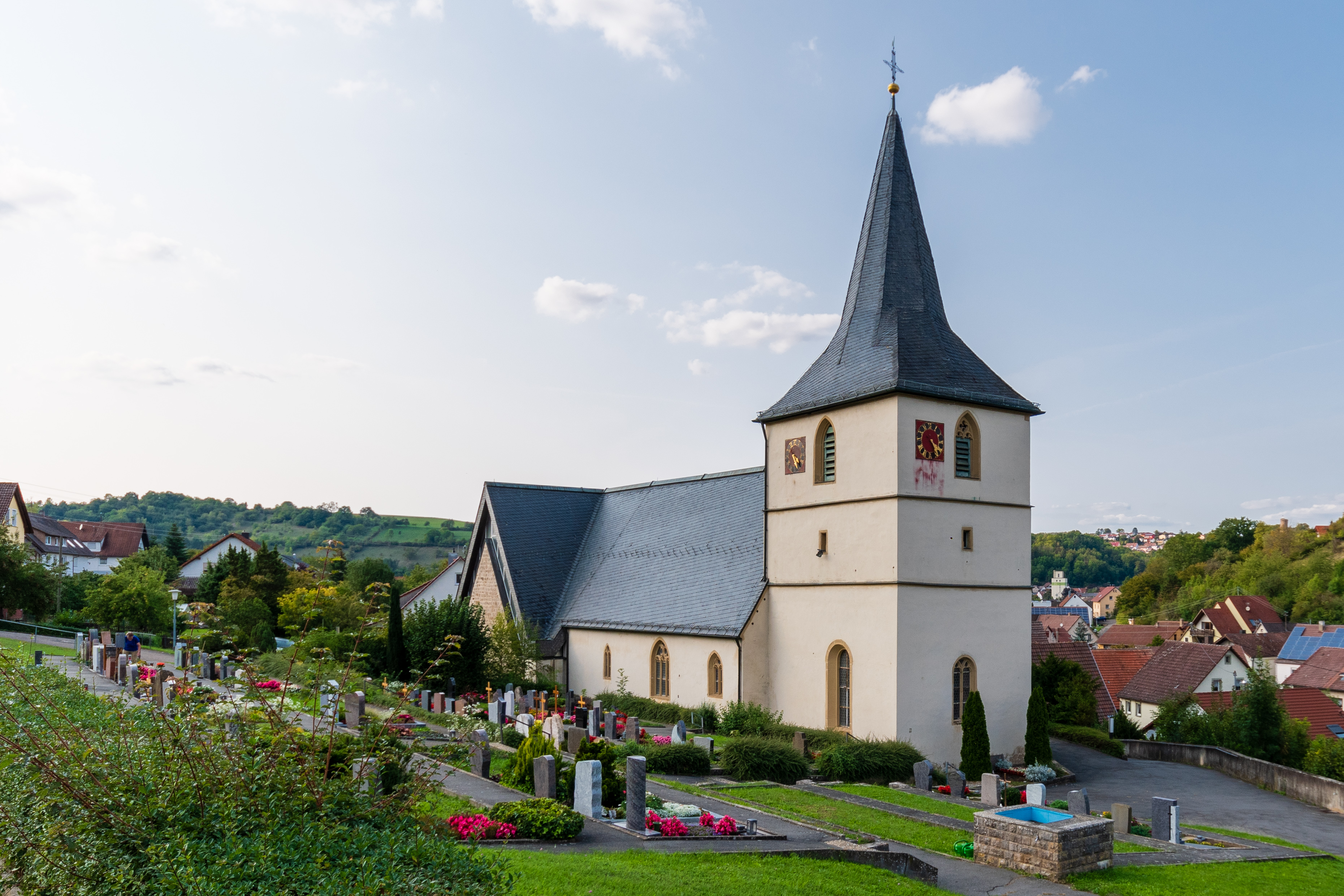
St. Johann Baptist in Altkrautheim

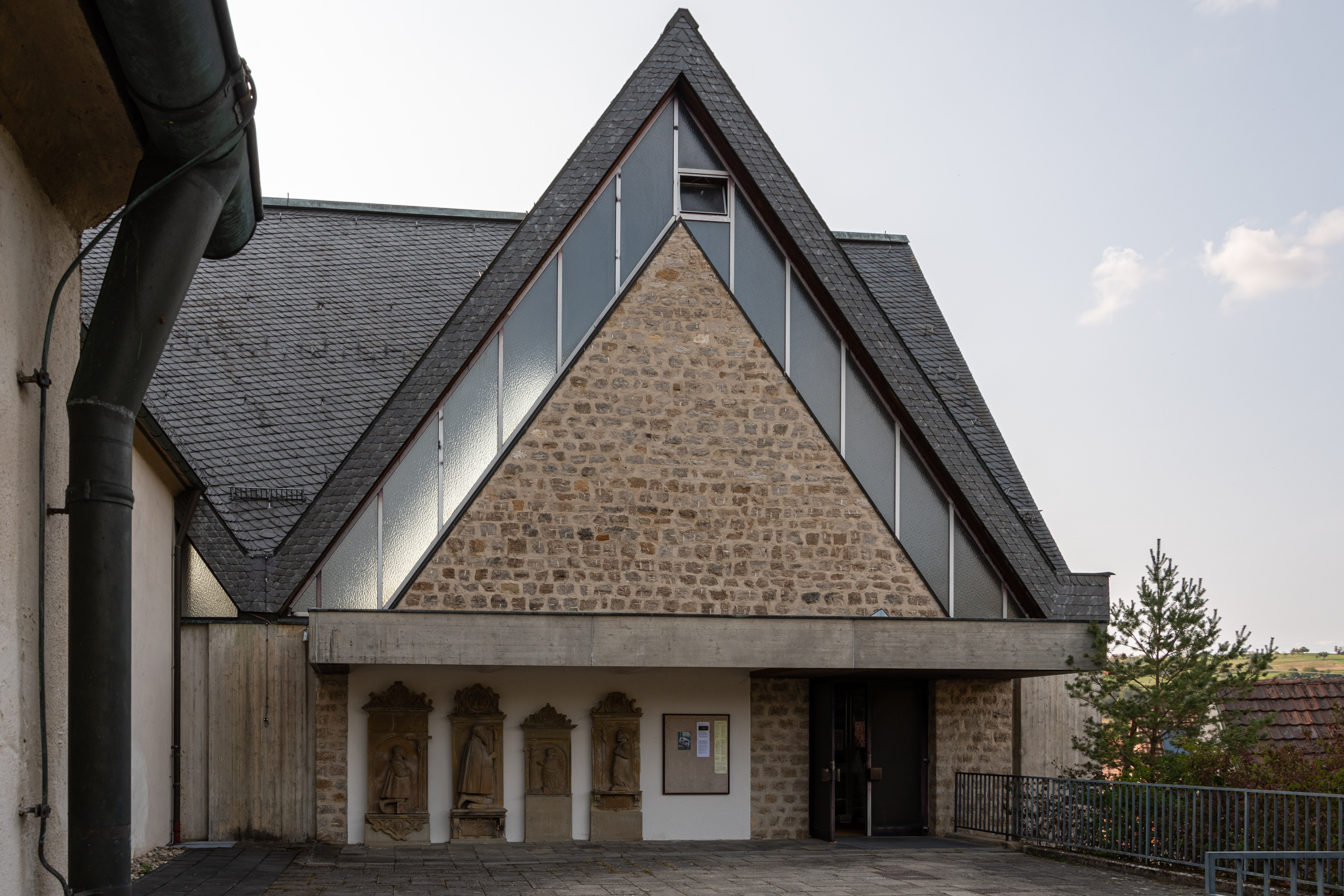
Anbau von 1970

St. Johann Baptist in Altkrautheim, einem Stadtteil von Krautheim im Hohenlohekreis in Baden-Württemberg, ist eine katholische Pfarrkirche. Die ältesten Teile des Gebäudes stammen von 1322, ihre heutige Gestalt erhielt die Kirche durch eine großzügige Erweiterung 1970/71.

## Geschichte
Altkrautheim war im hohen Mittelalter kirchlicher Mittelpunkt für die umliegenden Orte Berg-Krautheim, Tal-Krautheim, Unterginsbach, Klepsau, Horrenbach und Oberndorf, deren Einwohner Taufe und Beerdigung in Altkrautheim hatten. Ein Pfarrherr und eine dem hl. Johann Baptist geweihte Kirche werden schon 1151 genannt.
Die heutige Kirche geht auf einen Neubau von 1322 zurück, wie ein datierter Grundstein an der Nordwand des Turmes belegt.
Durch die Zugehörigkeit zum Johanniterorden blieb die Kirche zur Zeit der Reformation katholisch. 1554/55 verkaufte der Johanniterorden die Pfarrei mit allen Besitzungen an den Deutschen Orden, der ebenfalls katholisch geblieben war. Im Ort gab es zwar einige Lutheraner, die jedoch durch Rekatholisierungsbestrebungen größtenteils zum alten Glauben zurückgebracht wurden.
Im 16. Jahrhundert verlor Altkrautheim seine kirchliche Zentralfunktion. Pfarrer Dominikus Reutter wechselte 1560 als Stadtpfarrer nach Bergkrautheim. Trotz des Bedeutungsverlustes fanden 1582 umfangreiche Baumaßnahmen statt, damals wurden der obere Teil des Turms vollendet und ein Teil des heutigen Langhauses errichtet.
1618 hob der Kurfürst von Mainz den Pfarrfond auf, woraufhin Bergkrautheim zum Pfarrort für Altkrautheim wurde.
Aus dem Jahr 1816 wird berichtet, dass sich die Kirche in baufälligem Zustand befand. Das Dach war undicht und Außenmauern drohten einzustürzen. In der Ortsbeschreibung von 1824 wurde die Kirche als gut repariert bezeichnet, man bemängelte lediglich noch die schadhafte Innendecke.
1825 erhielt Altkrautheim wieder eine Pfarrei, 1838 wurde ein neues Pfarrhaus erbaut.
In der Diözesanbeschreibung von 1905 wurde die Kirche als zu klein und zu düster beschrieben, eine Renovierung wurde dringend angeraten. In den Folgejahren wurde die Kirche umfangreich renoviert. Der Platznot begegnete man mit einer immensen Vergrößerung der Empore, wodurch die Raumwirkung der Kirche vollkommen verloren ging. Es gab zahlreiche Überlegungen zu einer baulichen Kirchenerweiterung, aber eine befriedigende Lösung wurde nicht gefunden, so dass es sechs Jahrzehnte bei der ungünstigen Raumwirkung blieb.
1966 wurde ein neues Pfarrhaus erbaut. Das alte Pfarrhaus kam in den Besitz der Gemeinde, die darin das Rathaus sowie eine Spar- und Darlehenskasse einrichtete.
1968 legte der Architekt Albert Hänle einen überzeugenden Entwurf zu der lange überfälligen Kirchenerweiterung vor. Von 1970 bis 1971 wurde die Kirche in Altkrautheim diesen Plänen folgend um ein geräumiges modernes Querhaus erweitert. Der alte Turmchor wurde zur Marien- und Taufkapelle, im Winkel von altem und neuem Langhaus entstand ein großzügiger neuer Altarbereich. Während der Bauarbeiten fanden die Gottesdienste im Schulhaus statt.
Gleichzeitig mit der Kirche wurde auch die Kapelle in Unterginsbach ebenfalls nach Plänen von Hänle umgebaut.